# Mistrzostwa Świata w Zapasach 2002
50. Mistrzostwa świata w zapasach w stylu klasycznym odbyły się w Moskwie (Rosja), a w stylu wolnym w Teheranie (Iran). Kobiety rywalizowały w mieście Chalkida (Grecja).

## Tabela medalowa
| Lp. | Państwo           |   |   |   | Razem |
| --- | ----------------- | - | - | - | ----- |
| 1   | Rosja             | 5 | 3 | 3 | 11    |
| 2   | Japonia           | 3 | 1 | 0 | 4     |
| 3   | Szwecja           | 2 | 2 | 2 | 6     |
| 4   | Ukraina           | 2 | 0 | 3 | 5     |
| 5   | Iran              | 1 | 2 | 3 | 6     |
| 6   | Kuba              | 1 | 2 | 2 | 5     |
| 7   | Gruzja            | 1 | 1 | 1 | 3     |
| 7   | Stany Zjednoczone | 1 | 1 | 1 | 3     |
| 9   | Bułgaria          | 1 | 0 | 1 | 2     |
| 9   | Turcja            | 1 | 0 | 1 | 2     |
| 11  | Armenia           | 1 | 0 | 0 | 1     |
| 11  | Niemcy            | 1 | 0 | 0 | 1     |
| 11  | Grecja            | 1 | 0 | 0 | 1     |
| 14  | Azerbejdżan       | 0 | 2 | 0 | 2     |
| 15  | Egipt             | 0 | 1 | 1 | 2     |
| 15  | Polska            | 0 | 1 | 1 | 2     |
| 17  | Chiny             | 0 | 1 | 0 | 1     |
| 17  | Francja           | 0 | 1 | 0 | 1     |
| 17  | Węgry             | 0 | 1 | 0 | 1     |
| 17  | Mongolia          | 0 | 1 | 0 | 1     |
| 17  | Turkmenistan      | 0 | 1 | 0 | 1     |
| 22  | Norwegia          | 0 | 0 | 1 | 1     |
| 22  | Portoryko         | 0 | 0 | 1 | 1     |

## Ranking drużynowy
| Pozycja | Mężczyźni styl wolny | Mężczyźni styl wolny | Mężczyźni styl klasyczny | Mężczyźni styl klasyczny | Kobiety styl wolny | Kobiety styl wolny |
| Pozycja | Drużyna              | Punkty               | Drużyna                  | Punkty                   | Drużyna            | Punkty             |
| ------- | -------------------- | -------------------- | ------------------------ | ------------------------ | ------------------ | ------------------ |
| 1       | Iran                 | 44                   | Rosja                    | 45                       | Japonia            | 47                 |
| 2       | Rosja                | 42                   | Gruzja                   | 27                       | Szwecja            | 34                 |
| 3       | Kuba                 | 35                   | Kuba                     | 26                       | Rosja              | 32                 |
| 4       | Ukraina              | 34                   | Bułgaria                 | 22                       | Niemcy             | 27                 |
| 5       | Gruzja               | 34                   | Stany Zjednoczone        | 22                       | Grecja             | 26                 |
| 6       | Uzbekistan           | 19                   | Turcja                   | 21                       | Polska             | 25                 |
| 7       | Niemcy               | 19                   | Szwecja                  | 20                       | Kanada             | 24                 |
| 8       | Armenia              | 16                   | Egipt                    | 17                       | Ukraina            | 21                 |
| 9       | Bułgaria             | 15                   | Uzbekistan               | 17                       | Francja            | 21                 |
| 10      | Azerbejdżan          | 14                   | Armenia                  | 16                       | Chiny              | 20                 |

## Medale

### Mężczyźni

#### Styl wolny
| Konkurencja |                  |                           |                    |
| ----------- | ---------------- | ------------------------- | ------------------ |
| 55 kg       | René Montero     | Namiq Abdullayev          | Ołeksandr Zacharuk |
| 60 kg       | Aram Margarjan   | Ojuunbilegijn Pürewbaatar | Mohammad Talaji    |
| 66 kg       | Elbrus Tedejew   | Alireza Dabir             | Zaur Botajew       |
| 74 kg       | Mahdi Hadżizade  | Magomied Isagadżyjew      | Wołodymyr Syrotyn  |
| 84 kg       | Adam Sajtijew    | Yoel Romero               | Madżid Chodaji     |
| 96 kg       | Eldar Kurtanidze | Ali Reza Hejdari          | Wadym Tasojew      |
| 120 kg      | Dawid Musulbies  | Alexis Rodríguez          | Aydın Polatçı      |

#### Styl klasyczny
| Konkurencja |                      |                        |                        |
| ----------- | -------------------- | ---------------------- | ---------------------- |
| 55 kg       | Giejdar Mamiedalijew | Nepes Gukulow          | Hasan Rangraz          |
| 60 kg       | Armen Nazarian       | Włodzimierz Zawadzki   | Roberto Monzón         |
| 66 kg       | Jimmy Samuelsson     | Fərid Mansurov         | Manuczar Kwirkwelia    |
| 74 kg       | Warteres Samurgaszew | Badri Chasaia          | Filiberto Ascuy        |
| 84 kg       | Ara Abrahamian       | Aleksandr Mieńszczikow | Muhammad Abd al-Fattah |
| 96 kg       | Mehmet Özal          | Karam Dżabir           | Ali Mołłow             |
| 120 kg      | Dremiel Byers        | Mihály Deák-Bárdos     | Jurij Patrikiejew      |

### Kobiety

#### Styl wolny
| Konkurencja |                      |                   |                     |
| ----------- | -------------------- | ----------------- | ------------------- |
| 48 kg       | Brigitte Wagner      | Inga Karamczakowa | Ida Hellström       |
| 51 kg       | Sofia Pumburidu      | Chiharu Ichō      | Natalja Golc        |
| 55 kg       | Saori Yoshida        | Tina George       | Ida-Theres Karlsson |
| 59 kg       | Alona Kartaszowa     | Lotta Andersson   | Mabel Fonseca       |
| 63 kg       | Kaori Ichō           | Sara Eriksson     | Lene Aanes          |
| 67 kg       | Kateryna Burmistrowa | Lise Legrand      | Kristie Marano      |
| 72 kg       | Kyōko Hamaguchi      | Wang Xu           | Edyta Witkowska     |